# 1930 au Brésil
Chronologie du Brésil
- 1926
- 1927
- 1928
- 1929
- 1930
- 1931
- 1932
- 1933
- 1934

Cette page concerne des événements d'actualité qui se sont produits durant l'année 1930 au Brésil.

## Événements
- 1er mars : Élection présidentielle brésilienne de 1930
- 22 mai : le LZ 127 Graf Zeppelin arrive à Recife, capitale de l'État fédéré du Pernambouc
- 16 juillet : Notre-Dame d'Aparecida est proclamée Sainte Patronne officielle du pays par le pape Pie XI
- 26 juillet : le candidat à la vice-présidence du Brésil, João Pessoa, est assassiné par João Duarte Dantas dans le centre de Recife,
- 24 octobre : Révolution de 1930
- 3 novembre : Getúlio Vargas devient le 14e président du Brésil

## Naissances
- 24 avril : José Sarney, 31e président du Brésil
- 19 septembre : Ruth Cardoso, anthropologue et Première dame du Brésil
- 12 septembre : Silvio Santos, présentateur de télévision et fondateur du réseau de télévision SBT

## Décès
- 26 juillet : João Pessoa, homme politique
- 6 octobre : João Duarte Dantas, avocat